# Minimum tillage
Il minimum tillage, o minima lavorazione, in agronomia, è un'espressione generica che indica alcune tecniche di gestione del suolo basate sull'adozione di lavorazioni che preparano il letto di semina con il minor numero di passaggi. A causa delle difficoltà di definire nello specifico il minimum tillage, questo termine dovrebbe essere abbandonato in favore di altri più  specifici, come strip, ridge, mulch tillage, che caratterizzano tecniche ben precise di preparazione dei suoli in agricoltura.

## Finalità
Il minimum tillage s'ispira ad alcuni fondamenti di base associati alle lavorazioni attuate secondo schemi tradizionali. Queste ultime richiedono in generale ripetuti passaggi di macchine per poter eseguire la lavorazione principale e le lavorazioni complementari prima della semina. Da questo aspetto derivano diversi inconvenienti:
1. L'esecuzione di più lavorazioni allunga i tempi richiesti per la preparazione del letto di semina. Questo aspetto può comportare ritardi considerevoli della semina con inconvenienti di varia natura quando gli avvicendamenti colturali sono piuttosto stretti. In particolare l'esigenza di ridurre i tempi di preparazione del letto di semina si sente con la semina di un intercalare estivo perché ritarda la raccolta protraendola in autunno oppure costringe alla scelta di una cultivar o di un ibrido più precoce ma meno produttivo. In altri casi un prolungamento dei tempi può compromettere la stessa semina, come avviene in autunno, quando le condizioni pedoclimatiche impediscono il completamento delle operazioni a causa dell'impraticabilità dei campi.
2. L'esecuzione di più lavorazioni se da un lato migliora temporaneamente lo stato fisico del terreno, da un altro ne peggiora la struttura a causa del costipamento causato dalle ruote o dai cingoli delle macchine. L'inconveniente si accentua con alcune lavorazioni profonde, in particolare l'aratura, in quanto riducono la portanza del terreno rendendolo meno resistente al costipamento.
3. Le lavorazioni energiche provocano una mineralizzazione spinta della sostanza organica a scapito degli effetti benefici sulla struttura derivati da un tenore più alto in sostanza organica.
4. Le lavorazioni energiche, in particolare quelle profonde, incrementano i costi delle lavorazioni: aumentano i costi fissi dovuti alla necessità d'impiegare trattori di maggiore potenza e aderenza, in grado di fornire forze di trazione più elevate, aumentano anche i costi di esercizio per la manutenzione ordinaria e il consumo di carburante e lubrificanti a causa del maggior numero di ore di impiego delle macchine motrici, aumenta infine il costo del lavoro a causa del maggior numero di ore richieste per l'impiego di un trattorista.

Sulla base delle suddette considerazioni il mininum tillage si propone le seguenti finalità:
- Ridurre il numero di passaggi di macchina richiesti per la semina.
- Causare un basso impatto sulla fertilità fisica del terreno.
- Snellire i tempi per gli avvicendamenti colturali.
- Ridurre i costi colturali.